# ليزا هارفي سميث
ليزا هارفي سميث (بالإنجليزية: Lisa Harvey-Smith)‏ (و. 1979 – م) هي عالمة فلك من أستراليا .